# Elena Ódena
Elena Ódena (San Sebastián, 1930-Madrid, 10 de noviembre de 1985) fue el nombre de combate por el que fue conocida la activista y teórica comunista española Benita Ganuza. Fue la fundadora y secretaria general del Partido Comunista de España (marxista-leninista), así como impulsora y militante del Frente Revolucionario Antifascista y Patriota hasta su fallecimiento. Dedicó su vida a la lucha contra la dictadura franquista y a la defensa y propagación de los principios marxistas-leninistas frente a las tesis revisionistas.

## Vida y militancia
Benita Ganuza nació en San Sebastián, en una familia de la burguesía media acomodada, hija de vasco y palentina, en vísperas de la proclamación de la Segunda República Española. En plena dictadura franquista, se fue a estudiar a Reino Unido con 15 años. Desde ahí organizó y dirigió la Juventud Comunista de España, ingresando poco después en la militancia del Partido Comunista de España.

### Militancia en el Partido Comunista de España (PCE)
A finales de los años cuarenta ingresó en las filas del Partido Comunista de España, donde desempeñó puestos de responsabilidad en el partido en el ámbito de la emigración y el exilio. En la década de los sesenta, tras la toma de posición del partido en defensa de la reconciliación nacional, acordada en el VI Congreso, Elena Ódena junto a Raúl Marco y una serie de camaradas, iniciaron la lucha en el seno del PCE contra lo que ellos llamaban revisionismo carrillista. Para ello, comenzaron a redactar un periódico llamado La Chispa, en oposición a la línea marcada por el partido y organizado por Ódena.

### Constitución del Partido Comunista de España (marxista-leninista)
En 1964 surgió el Partido Comunista de España (marxista-leninista), también conocido como PCE(m-l), producto de las discrepancias ideológicas irreconciliables en el seno del PCE. El PCE(m-l) agrupó a los diversos grupos marxistas-leninistas existentes en diciembre de 1964. Desde su creación, Elena Ódena formó parte de la dirección del partido. En 1966, tras la detención del secretario general García Moya, fue elegida secretaria general del partido, cargo para que sería reelegida repetidamente hasta su fallecimiento.
Dirigió el comité de redacción del órgano central del PCE (m-l), Vanguardia Obrera, y de la revista teórica Revolución Española. Tomó parte de forma activa y directa en la fundación, a principios de 1971, del Frente Revolucionario Antifascista y Patriota (FRAP), junto con Julio Álvarez del Vayo.
Elena falleció el 10 de noviembre de 1985, víctima de una grave enfermedad.

## Escritos políticos
Elena Ódena tiene una serie de textos políticos, en los cuales aborda temas como el liberalismo en el partido comunista, el estudio del marxismo-leninismo o la lucha contra el revisionismo. Fueron recopilados y publicados con el título de Escritos políticos en dos gruesos volúmenes por la Ediciones Vanguardia Obrera en 1986, un año después de su fallecimiento, con una introducción del historiador francés Pierre Vilar y una presentación de su compañero Raúl Marco.